# Cutremurul din Licia din 141
Cutremurul din Licia din 141 a avut loc în perioada 141-142 d.Hr. și a afectat majoritatea teritoriului provinciilor romane Licia și Caria, precum și insulele Rodos, Kos, Simi și Serifos. El a declanșat un tsunami masiv care a provocat inundații majore. Epicentrul acestui cutremur nu a fost precis determinat și s-a presupus că a fost la capătul nordic al insulei Rodos, pe teritoriul continental turcesc, la nord de Rodos, lângă Marmaris, și sub mare, la est de Rodos.